# June Miller
June Mansfield Miller, født Juliet Smerth eller Juliet Smerdt (12. januar 1902 – februar 1979) var en østrig-ungarsk-amerikansk kvinde der er bedst kendt som forfatter Henry Millers anden kone. Hendes skønhed og personlighed fik stor betydning for Henry Miller og forfatterinden Anaïs Nin, som muligvis har haft et seksuelt forhold til hende. June Miller optræder i flere af de to forfatteres værker, enten direkte ved navns nævnelse eller som arketype på deres kvindefigurer.

## June Miller litteraturen

### Henry Millersbøger
- Crazy Cock (som Hildred)
- Krebsens vendekreds (som Mona)
- Stenbukkens vendekreds (som Mona)

### Anaïs Nin
- Incestens Hus (som Sabina)
- Henry og June (som sig selv)

## Trivia
- I filmen Henry & June fra 1990 af Philip Kaufman, baseret på Anaïs Nins dagbøger, portræteres June Miller af Uma Thurman.